# Courtney Marie Andrews
Courtney Marie Andrews (n. Phoenix, Arizona, 7 de noviembre de 1990) es una compositora y cantante de indie y folk estadounidense. Fue una de los diez participantes del Festival de invierno de folk que se celebra anualmente en Phoenix. Andrews comenzó a componer a los quince años y lanzó su primer álbum Urban Myths en 2007 mediante el sello independiente River Jones Music con diecisiete años.
A lo largo de su carrera, Andrews ha tocado con bandas de Sub Pop, Barsuk y Saddle Creek; y artistas como Death Vessel, Serah Cahoone, Rocky Votolato y Jeff Hanson. En septiembre de 2009 Jim Adkins le pidió que participara en un dueto de una versión de Wilco para tocar durante un concierto. Andrews es una de las artistas más exitosas en Phoenix junto a bandas como Antony and the Johnsons, Animal Collective y Andrew Bird.
En 2010 participó en el séptimo álbum de estudio de Jimmy Eat World, Invented, en el que fue la corista de cinco canciones, lo que provocó que se uniera a la gira de la banda para promocionar el álbum.

## Discografía
- Courtney Marie Andrews ha grabado 8 álbumes de estudio, todas las canciones son de su autoría:

- Urban Myths (2008)

- Painters Hands And A Seventh Son (2009)

- For One I Knew (2010)

- No One's Slate Is Clean (2011)
- On My Page (2013)
- Honest Life (2017)
- May Your Kindness Remain (2018)
- Old Flowers (2020)